# Hockey Club Valdagno 2023-2024
Questa voce raccoglie le informazioni riguardanti l'Hockey Club Valdagno nelle competizioni ufficiali della stagione 2023-2024.

## Maglie e sponsor
Lo sponsor ufficiale per la stagione 2023-2024 è la Why Sport.
| 1ª divisa | 2ª divisa |

## Organigramma societario
- Presidente: Giovanni Martini
- Vicepresidente:
- Direttore Sportivo: Eddy Randon
- Segretaria: Michela Preto
- Addetto stampa: Roberto Bauce

## Organico

### Giocatori
| N° | Naz.                 | Ruolo | Sportivo               |  |  |  |
| -- | -------------------- | ----- | ---------------------- |  |  |  |
| 1  | Italia (bandiera)    | P     | Giovanni Bovo          |  |  |  |
| 2  | Italia (bandiera)    | D     | Davide Motaran         |  |  |  |
| 6  | Italia (bandiera)    | D     | Nicolò Crocco          |  |  |  |
| 7  | Italia (bandiera)    | D     | Leonardo Diquigiovanni |  |  |  |
| 8  | Italia (bandiera)    | A     | Davide Piroli          |  |  |  |
| 9  | Argentina (bandiera) | A     | Giuliano Giuliani      |  |  |  |
| 10 | Italia (bandiera)    | P     | Giulio Checchetto      |  |  |  |
| 59 | Spagna (bandiera)    | A     | Alex Borregan          |  |  |  |
| 66 | Argentina (bandiera) | A     | Marcos Oscar Vega      |  |  |  |
| 84 | Argentina (bandiera) | A     | Emanuel Garcia         |  |  |  |

### Staff tecnico
- Allenatore:  Luca Chiarello

## Mercato
| Acquisti | Acquisti               | Acquisti      | Acquisti |
| R.       | Nome                   | da            |          |
| -------- | ---------------------- | ------------- | -------- |
| A        | Alex Borregan          | Montebello    |          |
| P        | Giovanni Bovo          | Trissino      |          |
| A        | Leonardo Diquigiovanni | Sandrigo      |          |
| A        | Marcos Oscar Vega      | Montecchio P. |          |

| Cessioni | Cessioni         | Cessioni      | Cessioni |
| R.       | Nome             | a             |          |
| -------- | ---------------- | ------------- | -------- |
| D        | Mattia Cocco     | Breganze      |          |
| A        | Davide Nadini    | Amatori Lodi  |          |
| A        | Nicolas Ojeda    | Lleida        |          |
| A        | Xavier Rubio     | Vercelli      |          |
| P        | Bruno Sgaria     | Trissino      |          |
| P        | Marco Todeschini | Montecchio P. |          |